# 新横浜パフォーマンス
新横浜パフォーマンスとは、新横浜町内会の主催により横浜市港北区新横浜地区で開催されるイベントである。2020・21年は中止。2022年はねんりんピックに合わせて11月に開催された。

## 概要
新横浜パフォーマンスでは、日産スタジアム（横浜国際総合競技場）会場で行われるステージイベントや出店を軸に、新横浜地区内の路面上で行われる路上パフォーマンスや新横浜駅前広場で開催されるステージイベントなどが開催されている。

### ステージイベント
主に、日産スタジアム会場と新横浜駅前広場のステージで開催され、地元郷土芸能やダンス・音楽活動をする人たちの発表の場となっている。

### 出店ブース
主に日産スタジアム会場を中心に、日本全国のB級グルメ及び地元のホテルやレストランの出店のほか、横浜市が人事交流を行っている都市の物産展や地元企業のPRが行われている。

### SHINYOKO TAIKO FESTA
2011年、新横浜駅西広場にて二日間にわたり、高校生を中心とした奏者による和太鼓のパフォーマンスを披露した。

### スーパードリームライブ
新横浜パフォーマンスでは、開催最終日の夕方に歌手や音楽グループをはじめとした、プロのミュージシャンが出演するライブイベントを開催している。

### 体験型イベント
日産スタジアム会場を中心に、当日のプログラムと携帯電話を用いて参加できる体験型イベントが行われている（例：WARUNOS - ワルノスからの挑戦状）。これは会場内にいる何人かの重要人物を見つけ、当人から発見の証を集めれば賞品をもらえるという来場者参加型イベントを行っている。イベント時間内に携帯電話対応のホームページに、一定の時間に重要人物の居場所を配信し、参加者はその情報を頼りに探し出すというものである。